# Veyretia cogniauxiana
Veyretia cogniauxiana är en orkidéart som först beskrevs av João Barbosa Rodrigues och Célestin Alfred Cogniaux, och fick sitt nu gällande namn av Dariusz Lucjan Szlachetko. Veyretia cogniauxiana ingår i släktet Veyretia och familjen orkidéer. Inga underarter finns listade i Catalogue of Life.